# Faurea intermedia
Faurea intermedia là một loài thực vật có hoa trong họ Quắn hoa. Loài này được Engl. & Gilg miêu tả khoa học đầu tiên năm 1903.